# Muhammad Al-Ifrani
Abu-Abd-Al·lah Muhàmmad ibn al-Hajj Muhàmmad ibn Abd-Al·lah as-Saghir al-Ifraní, més conegut senzillament per la seva nisba com al-Ifraní (Marràqueix 1669/167-mort entre 1743 i 1745) fou un historiador marroquí que va deixar una història dels sultans sadites (1724) i una compilació de sants marroquins del segle xvii,
a més d'altres obres menors. Va escriure també una biografia d'Ibn Sahl.